# Ruïne Wallenburg
De Wallenburg is een middeleeuwse kasteelruïne dicht bij de gemeente Trusetal in de Duitse deelstaat Thüringen, en is gelegen in het district Schmalkalden-Meiningen. De toren is een bezienswaardigheid uit de 13e eeuw. De Wallenburg werd in de Dertigjarige Oorlog bijna volledig verwoest. De Wallenburgtoren werd van 1964-1965 gerestaureerd en is op dit moment een populaire publiekstrekker.
De stenen van de in 1247 voor het eerst vermelde Romeinse burcht worden in de 16e eeuw geplunderd om het Slot Wilhelmsburg (Thüringen) in Schmalkalden te bouwen. De donjon, de ingang, en de omringende muur zijn bewaard gebleven. Vanuit de toren heeft men een weids uitzicht over het Natuurpark Werratal en de voorzijde van het middelgebergte Rhön.